# 450

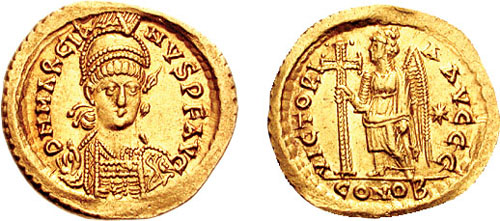
Solidus van keizer Marcianus (r. 450-457)

Het jaar 450 is het 50e jaar in de 5e eeuw volgens de christelijke jaartelling.

## Gebeurtenissen

### Klein-Azië
- Iusta Grata Honoria, oudste zuster van keizer Valentinianus III, stuurt een brief met haar zegelring naar Attila de Hun. Zij is in ongenade gevallen bij haar broer en wordt gedwongen tot een huwelijk met een rijke Romeinse senator. Attila eist de hand van Honoria alsmede een bruidsschat; hij claimt ook de helft van het West-Romeinse Rijk. Valentinianus weigert dit voorstel en Attila verklaart hem de oorlog.
- 28 juli - Keizer Theodosius II valt van zijn paard tijdens de jacht en overlijdt later aan zijn verwondingen. Hij heeft sinds 408 het Oost-Romeinse Rijk geregeerd, meestal begeleid onder persoonlijk advies van zijn dominante zuster Pulcheria.
- 25 augustus - Aspar, Romeins generaal (magister militum), regelt in Constantinopel een schijnhuwelijk tussen Pulcheria en de 58-jarige Marcianus. Hierdoor wordt de troonopvolging veilig gesteld en geeft de Senaat en het Oost-Romeinse leger hun volledige steun.
- Marcianus laat Chrysaphius, keizerlijk adviseur, in het openbaar executeren. Tevens beëindigt hij de afspraak om schatting te betalen aan de Hunnen.

### Brittannië
- De Angelen, Friezen, Juten en Saksen uit Denemarken en Noord-Duitsland vallen Engeland binnen. De Britten worden naar het zuidwesten verdreven. Zij vestigen zich in Cornwall, Wales of Schotland. Sommigen steken Het Kanaal over en stichten een zelfstandig koninkrijk in Bretagne (huidige Frankrijk).

### Armenië
- De Armeense adel onder leiding van Vardan Mamikonian doen tevergeefs een beroep op het Oost-Romeinse Rijk. Koning Yazdagird II probeert de christelijke Armeniërs te bekeren tot het zoroastrisme.
- Marcianus weigert Romeinse hulptroepen te sturen naar Armenië. Yazdagird II mobiliseert in Ctesiphon een strafexpeditie om de opstand te onderdrukken.

### Italië
- De bevolking van Rome loopt, volgens schattingen, terug van circa 500.000 in dit jaar naar 50.000 inwoners in 550.

## Geboren
- Gunthamund, koning van de Vandalen (overleden 496)
- Justinus I, keizer van het Byzantijnse Rijk (overleden 527)
- Sigebert de Lamme, Frankische koning (waarschijnlijke datum)
- Thrasamund, koning van de Vandalen (overleden 523)

## Overleden
- Chrysaphius, hofeunuch en eerste minister
- Galla Placidia, keizerin en dochter van Theodosius I
- Petrus Chrysologus, aartsbisschop van Ravenna
- Sozomenus, Byzantijns historicus (waarschijnlijke datum)
- 28 juli - Theodosius II (49), keizer van het Oost-Romeinse Rijk